# Вишеструко убиство на Цетињу 2022.
Дана 12. августа 2022. године догодила се масовна пуцњава у насељу Медовина на Цетињу у Црној Гори у којој је убијено једанаест, а повређено шест особа. Починилац је тридесетчетворогодишњи Вучко Бориловић кога је убио суграђанин у тренутку пуцњаве с полицијом.
Влада Црне Горе је истог дана прогласила тродневну жалост. Ово је било највеће масовно убиство које је задесило Црну Гору у скорашњој историји.

## Пуцњава
Око 15.30 часова, 12. августа 2022. године, Вучко Бориловић је хицима из ватреног оружја убио једну жену и двоје деце који су боравили као подстанари у његовој кући која је смештена у крају Медовина на Цетињу. После тога је изашао на улицу и насумично је кренуо да пуца на друге грађане. Пуцњава се одиграла недалеко од Народног музеја Црне Горе. Грађани су убрзо позвали полицију. Бориловић је одбио да се преда и отворио је ватру на полицајце при чему је озледио једног службеника. Такође је пуцао на особље хитне помоћи како би их спречио да помогну унесрећенима. Нападач је потом почео да бежи ка Орловом кршу. Полиција је ранила нападача, након чега нису могли да му приђу због неприступачног терена и због тога што је наоружан, а цивили су од полиције тражили оружје да га они упуцају. Убрзо га је усмртио други цивил — Ненад Калуђеровић, хицима из пиштоља.

## Жртве
Укупно је једанаест особа убијено у покољу, укључујући и извршиоца. Међу страдалима су и два детета, старости од осам и једанаест година, која су убијена у Бориловићевој кући. Том приликом је Бориловић ранио и њихову мајку која је касније подлегла повредама. Затим је напустио кућу и почео да пуца на становнике насеља којом приликом је лишио живота још седам особа, а ранио шест. Двоје повређених лица одвезена су у цетињску болницу, а преостале четири повређене особе с озледама опасним по живот одведене су у Клинички центар Црне Горе у Подгорици.

## Мотив
Надлежни органи нису саопштили детаље и мотиве који су Бориловића навели да изврши масакр, закључно с 13. августом. Према Бориловићевој рођаци, мотив за овај злочин били су неплаћени дугови.

## Починилац
Вучко Бориловић, познат и као Вук, рођен је 21. новембра 1988. године на Цетињу. Школовао се у родном граду и у Београду. Радио је као конобар, а био је и ловац. Није имао кривични досије. Био је ожењен и отац троје деце. Био је члан општинског одбора социјалдемократа у Цетињу, а претходно се лечио у психијатријској болници у Котору.

## Бранилац
Ненад Нено Калуђеровић је цивил који је пуцао и убио Бориловића из пиштоља током обрачуна између Бориловића и полиције. Његов идентитет је 13. августа потврдила тужитељка Андријана Настић. Након откривања његовог идентитета, грађани су почели да га славе као јунака преко друштвених мрежа. Калуђеровић је био кум Милана Митровића, једне од жртава коју је убио Бориловић. До 13. августа Калуђеровић није ухапшен и није објашњено како ће његова акција бити окарактерисана. Такође, након тог догађаја, Калуђеровић је отишао с лица места и није се предао полицији.
Он је више пута био оптуживан за кривична дела. Био је осумњичен за убиство Жељка Јовановића 13. августа 2006, а након више од две године бекства, у новембру 2008. предао се правосудним органима Црне Горе. У октобру 2010. године Виши суд у Подгорици га је осудио на десет година затвора због убиства Јовановића, али је седам месеци касније Апелациони суд Црне Горе вратио предмет првостепеном суду на поновно суђење пред потпуно измењеним судским већем, а истовремено је и пуштен из притвора. Калуђеровић је на крају ослобођен оптужби за убиство Јовановића у октобру 2012.
У септембру 2021. године ухапшен је због извршења кривичног дела тероризам, пошто је био члан групе која је покушала да спречи устоличење митрополита црногорско-приморског Јоаникија.

## Реакције
Председник и премијер Црне Горе Мило Ђукановић и Дритан Абазовић истакли су да је ова пуцњава незапамћена трагедија и упутили су поруке саучешћа породицама страдалих у покољу. Абазовић је такође потврдио да је Влада Црне Горе просласила три дана жалости у Црној Гори. Зоран Брђанин, директор црногорске полиције, истакао је да је засад непознато шта је натерало извршиоца на овако гнусан чин.
Саучешћа су исказали патријарх српски Порфирије и митрополит црногорско-приморски Јоаникије. Саучешће је такође упутио принц Никола Петровић Његош.
Саучешће је упутило и више међународних званичника: члан председништва Босне и Херцеговине Жељко Комшић, председник Северне Македоније Стево Пендаровски, председник Србије Александар Вучић и други.
У име Европске уније, саучешће су изразили високи представник Уније за иностране послове Жозеп Борељ и посланик у Европском парламенту Тонино Пицула.
Због проглашења дана жалости отказане су утакмице Прве и Друге лиге Црне Горе у фудбалу као и одржавање других спортских догађаја. Планирана посета патријарха српског Порфирија Херцег Новом такође је одложена.
Комеморативна седница поводом ове трагедије одржана је у скупштини општине Пријестоница Цетиње.
Минутом ћутања у спомен на страдале у пуцњави почела је кошаркашка утакмица између Црне Горе и Србије која је одиграна 13. августа у Београду.